# Tụ biến đổi
Tụ biến đổi là loại tụ điện có thể điều chỉnh điện dung thay đổi cố ý liên tục bằng cơ học  hoặc điện tử .

Tụ xoay cơ 5 ngăn dùng trong máy thu thanh phổ biến

Tụ biến đổi thường được sử dụng trong các mạch L/C để đặt tần số cộng hưởng, ví dụ để điều chỉnh radio (do đó đôi khi nó được gọi là tụ điều chỉnh hoặc tụ điều hưởng), hoặc như một trở kháng thay đổi, ví dụ để điều hợp trở kháng với ăng ten.